# Zona deprimida del Salado
La Zona Deprimida del Salado es una región de la Provincia de Buenos Aires ubicada en el centro-este de la misma a lo largo de la cuenca del río Salado. Los criterios de agregación regional que la definen son las similares características geológicas, ecológicas y productivas del territorio que comprende.

## Caracterización general
La Zona Deprimida del Salado comprende los partidos de Ayacucho, Azul, Bolívar, Brandsen, Cañuelas, Castelli, Chascomús, Dolores, General Alvear, General Belgrano, General Guido, General Las Heras, General Lavalle, General Madariaga, General Paz, Las Flores, Lezama, Lobos, Magdalena, Maipú, Mar Chiquita, Monte, Navarro, Olavarría, Punta Indio, Pila, Rauch, Partido de Lobos, Roque Pérez, Saladillo, San Vicente, Tapalqué, Tordillo y Veinticinco de Mayo.
Tiene 9.207.700 ha, lo que representa un 30% de la superficie total de la Provincia, y es una de las regiones del mundo más aptas para el desarrollo de la agricultura y la ganadería, aunque con índices de productividad inferiores a otras regiones de la misma Provincia. En gran parte de su superficie es una zona de muy baja altitud y una muy débil pendiente, lo que conlleva importantes problemas de escurrimiento de las aguas superficiales, padeciendo anegamientos de manera periódica que limitan la actividad productiva.

## Sistemas productivos
La actividad económica de la Zona Deprimida del Salado está basada en la cría extensiva de ganado vacuno, si bien pueden verificarse subsistemas regionales:
1. Zona lechera del norte: integrada por los partidos de Chascomús, Magdalena, General Paz, Monte, Lobos y Navarro.
2. Zona ganadera de la costa: Castelli, Dolores, Tordillo, General Lavalle y General Madariaga.
3. Zona agrícola-ganadera del norte: Bolívar, General Alvear, General Belgrano, Las Flores, Roque Pérez, Saladillo y Veinticinco de Mayo.
4. Zona ganadera del oeste: Olavarría, Tapalqué y Azul.

También se encuentran explotaciones de carácter industrial, especialmente enclaves vinculados a la industria agroalimenticia (en particular la elaboración de productos lácteos).

## Características poblacionales
Se trata de una región de una muy baja densidad demográfica, producto fundamentalmente de la baja ocupación de mano de obra que demanda la ganadería extensiva (aproximadamente un empleo directo cada 600 ha).